# Ryndon (Nevada)
Ryndon es un área no incorporada ubicada en el condado de Elko en el estado estadounidense de Nevada.

## Geografía
Ryndon se encuentra ubicado en las coordenadas 40°56′31″N 115°35′44″O / 40.94194, -115.59556.